# نادروپارین کلسیم
نادروپارین کلسیم (به انگلیسی: Nadroparin calcium) (نام‌های تجاری Fraxiparin[e], Fraxodi، در میان دیگران) یک ضد انعقاد متعلق به دسته‌ای از داروها به نام هپارین‌های با وزن مولکولی کم (LMWHs) است.
نادروپارین در جراحی عمومی و ارتوپدی برای جلوگیری از اختلالات ترومبوآمبولیک (ترومبوز ورید عمقی و آمبولی ریوی) و به عنوان درمان ترومبوز ورید عمقی استفاده می‌شود. همچنین برای جلوگیری از لخته شدن در طول همودیالیز و برای درمان آنژین ناپایدار و آنفارکتوس میوکارد غیر موج Q استفاده می‌شود.
این دارو همچنین برای درمان و پیشگیری از DVT، دارو به صورت تزریق زیر جلدی (زیر پوست) معمولاً در اطراف معده تجویز می‌شود. این دارو در فهرست داروهای ضروری سازمان بهداشت جهانی قرار دارد.